# My Boy Jack
My Boy Jack è un film del 2007 diretto da Brian Kirk, ispirato all'omonima piéce teatrale. È uscito in Regno Unito l'11 novembre 2007 (Remembrance Day) su ITV. La storia è incentrata su Rudyard Kipling e sui metodi che usa per mandare suo figlio Jack di 17 anni in missione durante la Grande guerra con le Guardie Irlandesi, nonostante abbia gravi problemi di vista.
Il 22 marzo 2008 in Italia è stato possibile vederlo tramite Sky nel canale Hallmark.